# Mohd Aidil Zafuan
Mohd Aidil Zafuan Abdul Radzak (ur. 3 sierpnia 1987 w Kuala Lumpur) – malezyjski piłkarz grający na pozycji pomocnika w Johor Darul Takzim.

## Kariera klubowa
Karierę piłkarską Aidil rozpoczął w klubie Negeri Sembilan FA. W 2006 roku zadebiutował w jego barwach w pierwszej lidze malezyjskiej. W 2008 roku wywalczył wicemistrzostwo kraju, a w 2009 roku zdobył Puchar Malezji. Z kolei w 2010 roku zdobył Puchar Malezyjskiej Federacji Piłkarskiej. W latach 2011–2012 grał w ATM FA, a w 2013 trafił do Johor Darul Takzim.

## Kariera reprezentacyjna
Aidil grał w reprezentacji Malezji U-20, m.in. w Mistrzostwach Azji U-20 w 2004 roku. W dorosłej reprezentacji Malezji zadebiutował 18 czerwca 2007 roku w wygranym 6:0 towarzyskim spotkaniu z Kambodżą i w debiucie zdobył gola. W 2007 roku został powołany do kadry na Puchar Azji 2007. Na tym turnieju rozegrał jedno spotkanie, z Iranem (0:2).

## Życie prywatne
Jego bratem-bliźniakiem jest Mohd Zaquan Adha, który również jest piłkarzem.